# Grand Rapids (Minnesota)
Grand Rapids es una ciudad del condado de Itasca, en Minnesota, Estados Unidos. Se encuentra a orillas del río Misisipi. Su población en 2010 era de 10869.
Es la ciudad natal de la actriz y cantante Judy Garland (1922-1969), quien vivió en ella hasta los cuatro años de edad.